# Ermita de San Francisco (Fatarella)
La Ermita de San Francisco (en idioma catalán:Ermita de Sant Francesc) es un edificio del municipio de La Fatarella en la comarca catalana de la Tierra Alta en la provincia de Tarragona está catalogado como Bien Cultural de Interés Local e incluido en el Inventario del Patrimonio Arquitectónico de Cataluña.

## Descripción
Ermita realizada con mampostería, con sillares en la fachada y los refuerzos. Presenta planta cuadrada con un pequeño transepto en el que se alza una cúpula que no se refleja en el exterior, tiene muy pocas ventanas y de reducidas dimensiones. La cubierta es de teja a dos aguas, excepto el cuerpo central, paralelepipédico, donde está la cúpula cubierta a cuatro aguas. La fachada tiene una portada de medio punto con casetones y jambas moldurados, encima un óculo, y se remata con un frontón triangular enmarcado por líneas de ladrillo, como el alero, y una pequeña espadaña.
En el lateral hay añadido un cuerpo lateral, de menor altura, donde encontramos entre otras dependencias la sacristía. En la fachada hay una portada de medio punto dovelada con la fecha de 1739 y, por sobre una ventana, también de sillares, adintelada y pequeña arquería con un relieve.

## Historia
Todos los años se hace una romería desde La Fatarella. En la dovela clave de la portada hay la fecha de 1700 bajo un escudo de la población.